# Parafia Opatrzności Bożej w Poznaniu
Parafia Opatrzności Bożej w Poznaniu – parafia rzymskokatolicka w dekanacie Poznań-Piątkowo.

## Historia parafii
W kronice znajduje się zapis, z którego wynika, że mieszkańcy Piątkowa zaczęli się starać o budowę kościoła już w 1935. Starania te jednak odłożono. Dopiero w 1959 ówczesny proboszcz ks. Stefan Igliński wystąpił do władz z prośbą o pozwolenie na budowę kościoła i utworzenie nowej parafii. Ze względu na sytuację polityczną okazało się to jednak niemożliwe. Władza duchowna, chcąc wyjść naprzeciw oczekiwaniom wiernych, poleciła odprawiać mszę świętą w kaplicy cmentarnej na Piątkowie w każdą niedzielę i święta. Pierwszą mszę św. odprawił ks. Michał Maciołka 1 listopada 1973 roku.
Po śmierci ks. Stefana Iglińskiego proboszczem został ks. Janusz Szajkowski, który ponowił starania o budowę kościoła i otrzymał pozwolenie na wzniesienie tzw. „wiaty katechetycznej”. 21 lipca 1980 roku na terenie cmentarza, w miejscu dawnej kaplicy, rozpoczęto budowę.
1 lipca 1981 roku ks. Arcybiskup Metropolita Poznański Jerzy Stroba utworzył Ośrodek Duszpasterski pw. Opatrzności Bożej, mianując jego rektorem, a później proboszczem ks. Kazimierza Lijewskiego. Formalnie parafię pw. Opatrzności Bożej erygowano 1 lutego 1983 roku, a przy kościele wybudowano dom parafialny oddany do użytku w 1986. Uroczystego aktu poświęcenia ołtarza i kościoła dokonał 15 grudnia 2002 roku ks. arcybiskup Stanisław Gądecki Metropolita Poznański.
Od 8 grudnia 1996 roku wydawana jest gazetka parafialna „Opatrzność”. 

## Zasięg parafii
Parafia obejmuje: os. Bolesława Chrobrego od bloku 13 do bloku 47 oraz
- ulice: Dembowskiego, Drobnika, Firlika, ks. Gieburowskiego, Jaroczyńskiego, Kopczyńskiego, Łowmiańskiego, Obornicka (n-ry 232-298), Pawłowskiego, Pniewskiego, Rudnickiego, Rymarkiewicza, Stróżyńskiego (n-ry 3,4,5,12), Suszki, Syrokomli, Szafran, Śniegockiego, Tomaszewskiego, Włościańska, Zana; a także Zespół Szkół Ogólnokształcących nr 15.

## Grupy parafialne
- Akcja Katolicka
- Zespół dziecięco-młodzież
- Czciciele Miłosierdzia Bożego
- Eucharystyczny Ruch Młodych
- Krąg Biblijno-Dyskusyjny
- Odnowa w Duchu Świętym
- Żywy Różaniec
- Katolickie Stowarzyszenie Młodzieży
- Duszpasterstwo akademickie